# Polla de les Moluques
La polla de les Moluques (Amaurornis moluccana) és una espècie d'ocell de la família dels ràl·lids (Rallidae) que habita zones humides a les illes Sangihe, Moluques, Misool, nord i sud de Nova Guinea, Biak, Arxipèlag de Bismarck, Illes Salomó, i zona nord, est i nord-est d'Austràlia.